# Collina d'Oro
Collina d'Oro (hispanizado Colina de Oro) es una comuna suiza del cantón del Tesino, situada en el distrito de Lugano, círculo de Carona. Limita del norte con las comunas de Muzzano y Sorengo, al este y sur con Lugano, al sureste con Grancia, y al oeste con Carabietta, Magliaso y Agno.
Es el sitio oficial de la defunción del famoso escritor, novelista y pintor alemán, de nacionalidad suiza, Hermann Hesse.
La comuna es el resultado de la fusión el 4 de abril de 2004 de las comunas de Agra, Gentilino y Montagnola.

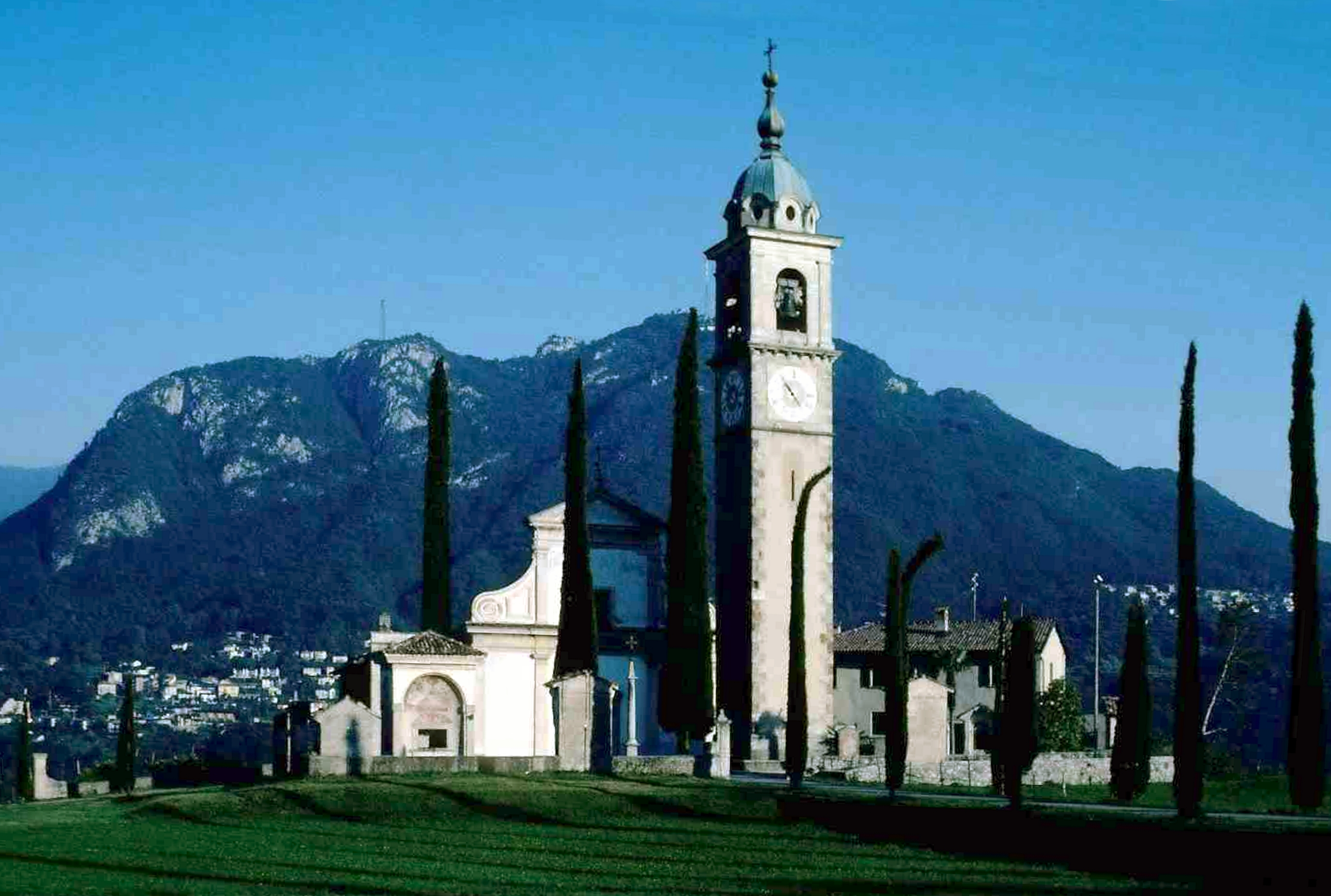
Iglesia de Sant'Abbondio en Collina d'Oro.